# Cinobrasta čašica
Cinobrasta čašica (znanstveno ime Sarcoscypha austriaca) je gliva iz rodu čašic (Sarcoscypha).

## Značilnosti
Trosnjak je čašaste ali skledaste oblike, velikosti 2-5 cm in je v notranjosti žive opečnate oziroma cinobraste barve, redkeje oranžne. Zunanja stran je svetlješa, prekrita z drobnimi dlačicami.
Bet je belkast in puhast, dolg od 1-3 cm in je večinoma skrit v podlagi.
So sekundarne gniloživke, rastejo na odmrlih vejah listavcev, predvsem bukev, javorjev in robinij. Pojavljajo se ob koncu zime in začetku spomladi, ko skopni sneg. Imajo pomembno vlogo pri sproščanju hranljivih snovi iz lesa in tako podpirajo rast zgodnjih spomladanskih rastlin.

## Mikroskopske značilnosti
Čašice so zaprtotrosnice in izstreljujejo trose iz mešičkov, kar lahko opazujemo s prostim očesom, če narahlo pihnemo vanje. Majhna sprememba temperature sproži izmet trosov v obliki oblačka.
Trosi so razmeroma veliki, cilindrične oblike. V notranjosti imajo po več kapljic. Vzklijejo iz obeh koncev. Velikost: 26-40 x 12-15 µm
Od podobnih vrst čašic se ločijo po vijačasto skodranih dlačicah na zunanji strani trosnjaka.

## Podobne vrste
Možne so zamenjave z podobnimi vrstami čašic, ki se razlikujejo le po mikroskopskih značilnostih. Škrlatna čašica (Sarcoscypha coccinea) ima bolj zaobljene trose in ravne dlačice. Oranžno različico bi lahko zamenjali z oranžno latvico (Aleuria aurantia), ki pa ima bolj ploščat trosnjak.

## Uporabnost
Velja za užitno, a zaradi majhnosti in redkosti je bolje, da je ne nabiramo.

## Galerija slik
- Trosnjak skledaste oblike
- Redkeje oranžne barve.
Bet belkast.
- Trosi in mešički
- Vijačasto skodrane dlačice